# Turcia la Jocurile Olimpice
Turcia a participat la Jocurile Olimpice pentru prima dată la ediția din 1908 și de atunci a trimis o delegația la majoritatea ediților de vară. A participat și la multe Jocuri Olimpice de iarnă, dar nu a câștigat niciodată nici o medalie.  Codul CIO este TUR.

## Medalii după Olimpiadă

### Medalii la Jocurile de vară
| Ediție                | Sportivi        | Aur             | Argint          | Bronz           | Total           | Loc             |
| 1896–1904             | nu a participat | nu a participat | nu a participat | nu a participat | nu a participat | nu a participat |
| Londra 1908           | 1               | 0               | 0               | 0               | 0               | –               |
| Stockholm 1912        | 2               | 0               | 0               | 0               | 0               | –               |
| Antwerpen 1920        | nu a participat | nu a participat | nu a participat | nu a participat | nu a participat | nu a participat |
| Paris 1924            | 22              | 0               | 0               | 0               | 0               | –               |
| Amsterdam 1928        | 31              | 0               | 0               | 0               | 0               | –               |
| Los Angeles 1932      | nu a participat | nu a participat | nu a participat | nu a participat | nu a participat | nu a participat |
| Berlin 1936           | 48              | 1               | 0               | 1               | 2               | 19              |
| Londra 1948           | 58              | 6               | 4               | 2               | 12              | 7               |
| Helsinki 1952         | 51              | 2               | 0               | 1               | 3               | 16              |
| Melbourne 1956        | 19              | 3               | 2               | 2               | 7               | 12              |
| Rome 1960             | 49              | 7               | 2               | 0               | 9               | 6               |
| Tokyo 1964            | 23              | 2               | 3               | 1               | 6               | 16              |
| Ciudad de México 1968 | 29              | 2               | 0               | 0               | 2               | 21              |
| München 1972          | 43              | 0               | 1               | 0               | 1               | 33              |
| Montreal 1976         | 27              | 0               | 0               | 0               | 0               | –               |
| Moscova 1980          | nu a participat | nu a participat | nu a participat | nu a participat | nu a participat | nu a participat |
| Los Angeles 1984      | 46              | 0               | 0               | 3               | 3               | 40              |
| Seul 1988             | 41              | 1               | 1               | 0               | 2               | 27              |
| Barcelona 1992        | 41              | 2               | 2               | 2               | 6               | 23              |
| Atlanta 1996          | 53              | 4               | 1               | 1               | 6               | 19              |
| Sydney 2000           | 57              | 3               | 0               | 2               | 5               | 26              |
| Atena 2004            | 64              | 3               | 3               | 5               | 11              | 22              |
| Beijing 2008          | 67              | 1               | 4               | 3               | 8               | 37              |
| Londra 2012           | 112             | 2               | 2               | 1               | 5               | 32              |
| Total                 | Total           | 39              | 25              | 24              | 88              |                 |

## Sportivii cei mai medaliați
| Sportiv           | Sport             | Ediții           | Aur | Argint | Bronz | Total |
| Halil Mutlu       | Haltere           | 1996, 2000, 2004 | 3   | 0      | 0     | 3     |
| Naim Süleymanoğlu | Haltere           | 1988, 1992, 1996 | 3   | 0      | 0     | 3     |
| Hamza Yerlikaya   | Lupte greco-roman | 1996, 2000       | 2   | 0      | 0     | 2     |